# Sukajaya (Penengahan)
Sukajaya is een bestuurslaag in het regentschap Lampung Selatan van de provincie Lampung, Indonesië. Sukajaya telt 640 inwoners (volkstelling 2010).